# Karel Dvořák (fotograf)
Karel Dvořák (8. ledna 1859, Plandry u Jihlavy – 12. dubna 1946, Praha) byl český novinářský fotograf.

## Biografie
Karel Dvořák se narodil v roce 1859 v Plandrech nedaleko Jihlavy, mládí ale prožil v Třebíči. Vystudoval technickou školu a následně pracoval jako úředník ve státní službě.
Byl členem Klubu fotografů amatérů v Praze (KFA), publikoval ve Fotografickém obzoru. Na svých přednáškách se zabýval lidovou osvětou tohoto umění mezi amatéry. Propagoval ostré, čisté a národopisně laděné fotografie. Společně s Albertem Vojtěchem Fričem rozvíjeli tzv. národopisnou fotografii.
Rád zajížděl do okolí Uherského Hradiště, kde také v roce 1937 na Výstavě Slovácka ukončil svou výstavní činnost.
Působil jako předseda Klubu Třebíčanů v Praze. Byl autorem dvou knih v názvu Ze staré Třebíče.